# Pseudodexia eques
Pseudodexia eques là một loài ruồi trong họ Tachinidae.